# Daniel Martínez (homme politique)
Pour les articles homonymes, voir Daniel Martínez et Martínez.
Martínez  Villamil est un nom espagnol. Le premier nom de famille, en général paternel, est Martínez ; le second, en général maternel, souvent omis, est Villamil.
Daniel Carlos Martínez Villamil, né le 3 février 1957 à Montevideo, est un ingénieur industriel et homme politique franco-uruguayen, membre du Parti socialiste et du Front large.

## Biographie

### Formation et carrière professionnelle
Né d'un père français, il possède les nationalités française et uruguayenne.
Daniel Martínez suit des études à la faculté d'ingénierie de l'Université de la République qui le mènent à la carrière d'ingénieur. En 1979, il entre au ministère de l'Industrie, de l'Énergie et des Mines, pour travailler à la Direction nationale de l'énergie jusqu'en 1993, à différents postes.
Il devient président de l'Association des ingénieurs d'Uruguay (es) entre 1997 et 2005.
Lorsque Tabaré Vázquez assume la présidence en 2005, il lui offre le poste de président d'ANCAP, la compagnie pétrolière nationale, qu'il conserve jusqu'en mars 2008.

### Carrière politique

#### Militantisme
Il milite au Parti socialiste depuis 1973, année du coup d'État militaire. Entre 1976 et 1981, il est membre de la direction clandestine du PS, puis directeur de 1984 à 1994 et de 2000 à 2002.
Au sein du Front large, il est chargé des sciences et de la technologie en 2003 puis de l'énergie en 2004. 

#### Ministre
Le 3 mars 2008, il succède à Jorge Lepra à la tête du ministère de l'Industrie du gouvernement Vázquez. Il démissionne le 31 août 2009 pour se consacrer à la campagne pour les élections sénatoriales.

#### Campagne électorale de 2009
Lors du 46e Congrès du PS en novembre 2008, les socialistes le proposent comme candidat de la formule présidentielle pour les élections internes de juin 2009 au sein du Front large. Le congrès extraordinaire « Zelmar Michelini » du Front large des 13 et 14 décembre 2008 choisit José Mujica comme candidat officiel pour les primaires, tout en habilitant Danilo Astori, Daniel Martínez, Marcos Carámbula et Enrique Rubio à la course présidentielle.

#### Sénateur
Martínez est cependant désigné tête de liste du PS pour les sénatoriales d'octobre 2009, à l'issue desquelles il est élu aux côtés de Mónica Xavier. Il entre en fonction le 15 février 2010 et conserve son siège jusqu'en juin 2015, après son élection à la mairie de la capitale.

#### Maire de Montevideo
Il est candidat officiel du PS pour l'élection municipale de Montevideo en mai 2010 ; cependant, le Front large lui préfère la candidature d'Ana Olivera, membre du PCU, qui est élue maire.
De nouveau candidat lors des élections municipales de mai 2015, il est cette fois-ci élu maire de la capitale et succède à Ana Olivera le 9 juillet suivant.

#### Élection présidentielle de 2019
Candidat du Front large à l'élection présidentielle de 2019, il arrive en tête au premier tour, mais n'arrivant à rassembler une majorité pour le second, il est battu d'une courte tête par Luis Alberto Lacalle Pou du Parti national
.